# Rheotanytarsus hanseni
Rheotanytarsus hanseni är en tvåvingeart som beskrevs av Kyerematen och Andersen 2002. Rheotanytarsus hanseni ingår i släktet Rheotanytarsus och familjen fjädermyggor. Inga underarter finns listade i Catalogue of Life.